# Bounty (film)
Bounty (v originále The Bounty) je britský epický historický dramatický film z roku 1984, který režíroval Roger Donaldson. Film vypráví příběh plavby a vzpoury na lodi HMS Bounty. Scénář Roberta Bolta je adaptací knihy Captain Bligh and Mr. Christian od Richarda Hougha z roku 1972. V hlavních rolích se představují Mel Gibson jako Fletcher Christian a Anthony Hopkins jako William Bligh, v dalších rolích hrají Laurence Olivier, Daniel Day-Lewis, Liam Neeson, Bernard Hill a Edward Fox.
Natáčení filmu začalo na konci roku 1978 pod vedením režiséra Davida Leana jako jeho dlouholetý vášnivý projekt, ale kvůli mnoha komplikacím, včetně příliš vysokého rozpočtu a infarktu, který postihl scenáristu Roberta Bolta, se projekt zastavil. To vedlo k najmutí nováčka Rogera Donaldsona jako režiséra. Natáčení probíhalo především na místě v Donaldsonově rodném Novém Zélandu, Francouzské Polynésii a Anglii.
Film byl vyroben společnostmi Dino De Laurentiis Productions a Bounty Productions Ltd.; distribuci ve Velké Británii zajsitila společností Thorn EMI Screen Entertainment a mezinárodně Orion Pictures Corporation. Premiéra filmu se konala 4. května 1984 a film získal obecně pozitivní recenze, přičemž kritici chválili Hopkinsův výkon v roli Bligha. Film byl také oceněn historiky jako historicky přesnější zobrazení vzpoury než předchozí adaptace, i když reakce na Gibsonův výkon byly rozporuplné. Film byl uveden na Filmovém festivalu v Cannes v roce 1984, kde byl nominován na Zlatou palmu.

## Děj
Film začíná vyšetřováním ztráty lodi HMS Bounty kvůli vzpouře. Loď vyplula z Portsmouthu v Anglii 23. prosince 1787 na expedici na Tahiti, aby sesbírala plody chlebovníku pro přesazení do Karibiku. Kapitán Bligh se rozhodl plout kolem jihoamerického mysu, ale kvůli nepřízni počasí musel zvolit delší východní trasu. Na Tahiti se posádka zamilovala do místního života a žen, což vedlo k napětí mezi Blighem a jeho druhým důstojníkem Fletcherem Christianem.
Po odjezdu z Tahiti Bligh zpřísnil disciplínu, což vyvolalo další napětí. Christian, podnícený Nedem Youngem, se rozhodl zmocnit lodi a Bligha s jeho věrnými vysadit na člunu na širém moři. Bligh a jeho muži ale přežili a dostali se na Timor.
Christian se vrátil na Tahiti, ale kvůli obavám z britské odplaty opustil ostrov a hledal útočiště. Nakonec našel Pitcairnův ostrov, který nebyl na britských mapách. Posádka spálila Bounty, aby zabránila jejímu objevení. Bligh byl zproštěn viny a pochválen za statečnost. Na závěr filmu Christian rezignovaně sleduje, jak Bounty klesá ke dnu.

## Obsazení
- Mel Gibson jako Fletcher Christian
- Anthony Hopkins jako William Bligh
- Laurence Olivier jako admirál Hood
- Edward Fox jako kapitán Greetham
- Daniel Day-Lewis jako John Fryer
- Bernard Hill jako William Cole
- Philip Davis jako Edward Young
- Liam Neeson jako Charles Churchill
- Wi Kuki Kaa jako král Tynah
- Tevaite Vernette jako Mauatua
- Philip Martin Brown jako John Adams
- Simon Chandler jako David Nelson
- Malcolm Terris jako Dr. Thomas Huggan
- John Sessions jako John Smith
- Andrew Wilde jako William McCoy
- Neil Morrissey jako Matthew Quintal
- Richard Graham jako John Mills
- Dexter Fletcher jako Thomas Ellison
- Pete Lee-Wilson jako William Purcell
- Jon Gadsby jako John Norton
- Barry Dransfield jako Michael Byrne
- Steve Fletcher jako James Valentine
- Jack May jako žalobce
- Sharon Bower jako Betsy Bligh
- Mary Kauila jako královna Tynah